# Franco Andreoli
Franco Andreoli (2 dicembre 1915 – 5 febbraio 2009) è stato un calciatore e allenatore di calcio svizzero, di ruolo difensore.
È stato commissario tecnico della Nazionale di calcio della Svizzera che ha partecipato al Campionato mondiale di calcio 1950.

## Palmarès

### Club

#### Competizioni nazionali
- Campionato svizzero: 2

Lugano: 1937-1938, 1940-1941